# Хуан Пуче
Хуа́н Пу́че (ісп. Juan Puche; 1695 — 1726) — іспанський художник. Працював у стилі бароко, учень та партнер Антоніо Паломіно. Працював у Мадриді.

## Біографія та творчість
Згідно Сеану Бермудесу, Хуан Пуче був учнем Антоніо Паломіно. Це було задокументовано в Мадриді у 1695 році, коли тридцятитрьохрічний Пуче оцінював картини Марії де Пастрана-і-Монсон, які були в королівському палаці, що вказує на рік його народження (1662 або 1663). Тож Хуан Пуче був лише на сім років молодшим за Паломіно.
У 1726 році згадуються різні картини Хуана в листі приданого для Євгенії Тахеро, всі вони релігійного характеру, деякі називають копіями Сассоферрато. Ці вичерпні дані говорять на користь того, що його пензлю належить і «Непорочна (Inmaculada)» (1716), що знаходиться в приватній колекції, а її копія знаходиться в Єпархіальному музеї в Віторії, і велика картина «Благовіщення (Anunciación)» (1723), яка зберігається в парафії Фреснеда у Ріо Тірон (Бургос), яка підкреслює тісний зв'язок художника з Паломіно та мадридським живописом останньої чверті XVII століття. Пуче також належить «Портрет дона Антоніо Мас Феррера» (1701), яка зберігається в музеї Прадо.